# Список об'єктів Світової спадщини ЮНЕСКО в Мавританії
В списку об'єктів Світової спадщини ЮНЕСКО у Мавританії налічується 2 найменування (станом на 2011 рік).

## Пояснення до списку
У таблицях нижче об'єкти розташовані у хронологічному порядку їх додавання до списку Світової спадщини ЮНЕСКО.
Кольорами у списку позначено:
На мапах кожному об'єкту відповідає червона позначка ().

## Список
| № | Зображення | Назва                                                              | Розташування | Час створення | Рік внесення до списку | №                                                  | Критерії   |
| - | ---------- | ------------------------------------------------------------------ | ------------ | ------------- | ---------------------- | -------------------------------------------------- | ---------- |
| 1 |            | Національний парк Банк-д'Арґен                                     | —            | 1978 рік      | 1989                   | 506 [Архівовано 25 грудня 2018 у Wayback Machine.] | ix, x      |
| 2 |            | Стародавні ксари (укріплення) в Уадані, Шингетті, Тішиті та Уалаті | —            | —             | 1996                   | 750 [Архівовано 25 грудня 2018 у Wayback Machine.] | iii, iv, v |